# 645
645(육백사십오)는 644보다 크고 646보다 작은 자연수다.

## 수학
- 합성수로, 그 약수는 1, 3, 5, 15, 43, 129, 215, 645다. 진약수의 합은 411이므로, 645는 부족수다.
- 82번째 쐐기수다. 앞의 쐐기수는 642, 다음 쐐기수는 646이다.
  - 23번째 홀수 쐐기수다. 앞의 홀수 쐐기수는 627, 다음은 651이다.
- 15번째 팔각수다. 앞의 팔각수는 560, 다음 팔각수는 736이다.
- 9번째 칠각뿔수다. 앞의 칠각뿔수는 456, 다음은 880이다.
- {\displaystyle 645=7^{2}+9^{2}+11^{2}+13^{2}+15^{2}}
  - 연속하는 홀수 5개의 제곱합으로 나타낼 수 있으며, 이 성질을 지닌 앞의 수는 445, 다음 수는 885다.
- {\displaystyle 645=3^{2}+4^{2}+5^{2}+6^{2}+7^{2}+8^{2}+9^{2}+10^{2}+11^{2}+12^{2}}
  - 연속하는 자연수 10개의 제곱합으로 나타낼 수 있으며, 이 성질을 지닌 앞의 수는 505, 다음 수는 805다.
- {\displaystyle 44^{2}-1}은 645로 나누어떨어진다.

## 과학·기술
- NGC 645(영어판): 물고기자리 방향에 있는 막대나선은하.
- 645 아그리피나(영어판): 소행성.
- 펜탁스 645 시리즈
- EMD 645: 미국의 철도 차량 제작업체 EMD에서 개발한 디젤 엔진.

## 교통

### 철도
- 서울 지하철 6호선 태릉입구역의 역번호.

### 도로
- 고속도로
  - 오토루트 645호선(프랑스어판): 프랑스의 고속도로.
- 기타 도로
  - 645번 지방도: 충청남도 계룡시 엄사면에서 아산시 선장면까지 이어지는 대한민국의 지방도.
  - 현도 제645호선

## 군사
- U-645(영어판): 제2차 세계 대전에 사용된 나치 독일의 군용 잠수함.

## 문화유산
- 대한민국의 보물 제645호: 백자 철화운룡문 항아리

## 방송
- KBS 645 생활뉴스: 대한민국 KBS 1TV에서 방송된 한국방송공사의 뉴스 프로그램.

## 기타
- 연도: 645년, 기원전 645년